# 阿维利亚诺-翁布罗
阿维利亚诺-翁布罗（義大利語：Avigliano Umbro），是意大利翁布里亚大区特尔尼省的一个市镇。总面积51.32平方公里，人口2658人，人口密度51.8人/平方公里（2009年）。ISTAT代码为055033。